# Vyšné Valice
Vyšné Valice es un municipio del distrito de Rimavská Sobota en la región de Banská Bystrica, Eslovaquia, con una población estimada a final del año 2024 de 255 habitantes.
Se encuentra ubicado al este de la región, en la cuenca hidrográfica del río Sajó —un afluente derecho del río Tisza— y cerca de la frontera con la región de Košice y con Hungría.

## Demografía
| Año        | 1994 | 2004     | 2014     | 2024     |
| ---------- | ---- | -------- | -------- | -------- |
| Población  | 199  | 322      | 287      | 255      |
| Diferencia |      | +61,80 % | −10,86 % | −11,14 % |

| Año        | 2023 | 2024    |
| ---------- | ---- | ------- |
| Población  | 259  | 255     |
| Diferencia |      | −1,54 % |